# Stowe, Vermont
Stowe är en kommun (town) i är en stad i Lamoille County i delstaten Vermont, USA. Vid folkräkningen år 2000 bodde 4 339 personer på orten. Den har enligt United States Census Bureau en area på totalt 188,4 km² varav 0,2 km² är vatten. 